# 중국 농공 민주당
중국 농공 민주당(중국어 간체자: 中国农工民主党, 정체자: 中國農工民主黨, 병음: Zhōngguó Nónggōng Mínzhǔdǎng)은 중화인민공화국의 위성정당인 민주당파 정당 가운데 하나로, 약칭은 농공당(중국어 간체자: 农工党, 정체자: 農工黨)이다. 최초의 지도자는 덩옌다.
1930년 중국 국민당 임시 행동 위원회(중국어 간체자: 中国国民党临时行动委员会, 정체자: 中國國民黨臨時行動委員會)라는 이름으로 설립했으며 정당 이념을 민주집중제로 정했다. 1947년 2월 당명을 지금과 같은 이름으로 변경했다. 현재 상궈웨이가 중앙위원회 주석을 맡고 있으며 당원 수는 약 65,000여 명이다. 당원은 주로 보건, 문화, 교육, 과학 기술 관련 인사들로 구성되어 있다.